# Drăgănești, Galați
Drăgănești este satul de reședință al comunei cu același nume din județul Galați, Moldova, România.
Comuna Drăgănești a făcut parte din județul Tecuci (Actual județul Galați) în perioada anilor 1950.
 Acest articol despre o localitate din județul Galați este deocamdată un ciot. Puteți ajuta Wikipedia prin completarea lui.